# 1-Chloroadamantane
Le  1-chloroadamantane est un composé organique chloré de formule brute C10H15Cl. C'est un dérivé de l'adamantane.

## Production et synthèse
Une voie de synthèse est la chloration de l'adamantane par le chlorure de tert-butyle en présence de trichlorure d'aluminium 